# Agwaancerengijn Enchtajwan
Agwaancerengijn Enchtajwan (mong. Агваанцэрэнгийн Энхтайван; ur. 1958) – mongolski kompozytor muzyczny, śpiewak operowy i reżyser filmowy.
Enchtajwan studiował na Uralskim Uniwersytecie Federalnym jako śpiewak operowy. W latach 1985–2008 występował w mongolskich i światowych operach. Jest autorem ponad 370 utworów muzycznych, 3 ścieżek filmowych oraz 20 utworów dla orkiestry symfonicznej.
W latach 1990–1992 roku stał się sławny w Mongolii, grając główną postać Czyngis-chana w japońsko-mongolskim filmie Chinggis Khaan, Eternal Power of the Sky.
W 2008 roku wyreżyserował Mojlchon. W 2009 roku otrzymał tytuł Artysty Ludowego w uznaniu jego zasług artystycznych dla Mongolii.